# Hiparc (escriptor)
Hiparc (grec antic: Ἵππαρχος; llatí: Hipparchus), fou un escriptor grec egipci que va escriure una obra coneguda com la Ilíada egípcia de la qual unes línies són esmentades per Ateneu de Naucratis (Athen. 3. 101a.).